# Sage vom Taubenbrünnlein
Die (Volks-)Sage vom Taubenbrünnlein gilt als Gründungssage des mittelfränkischen Feuchtwangen. Sie erzählt von der Feuchtwanger Klostergründung, die auf Karl den Großen als Stifter zurückgeht.

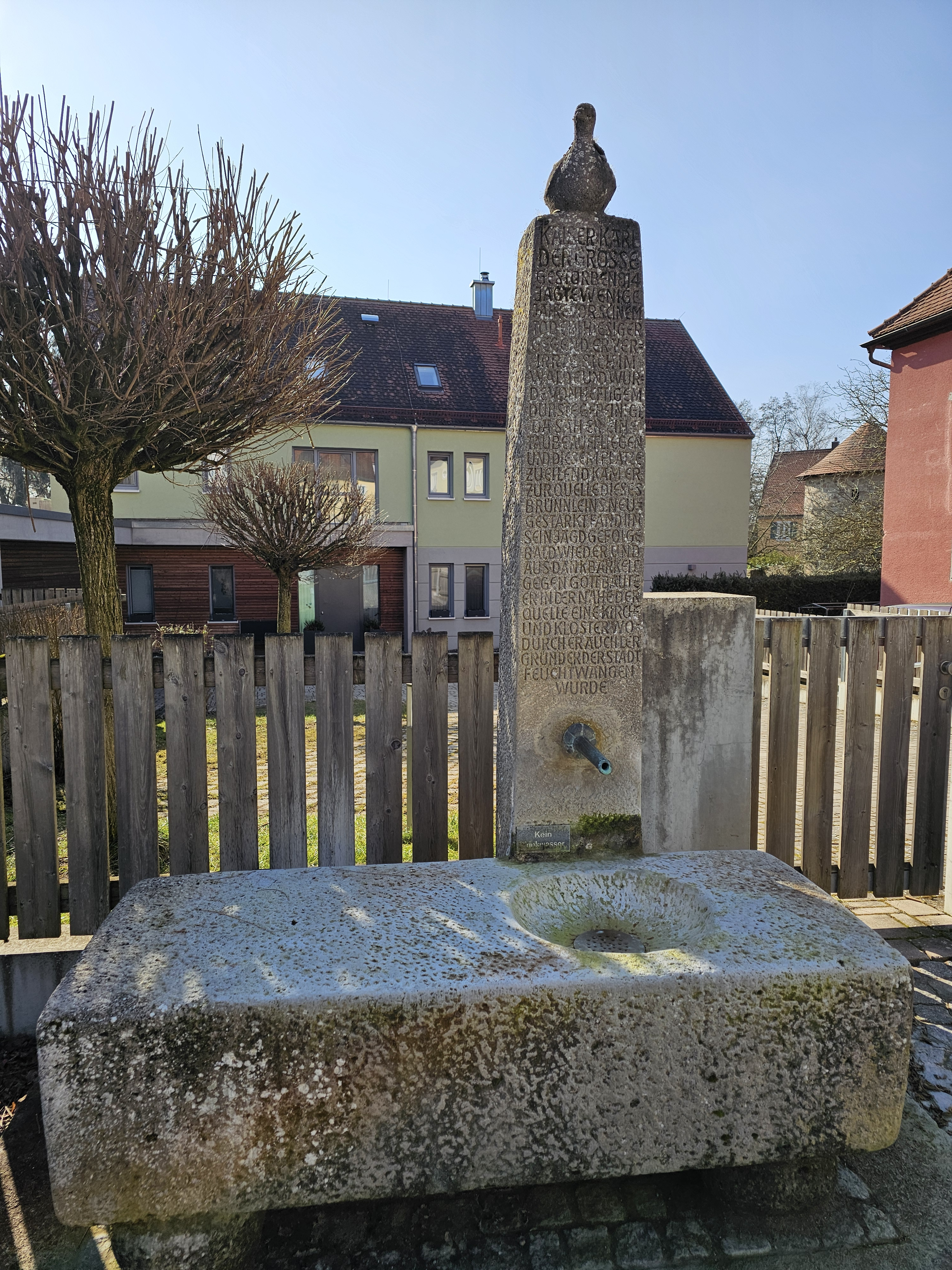
Taubenbrünnlein in Feuchtwangen

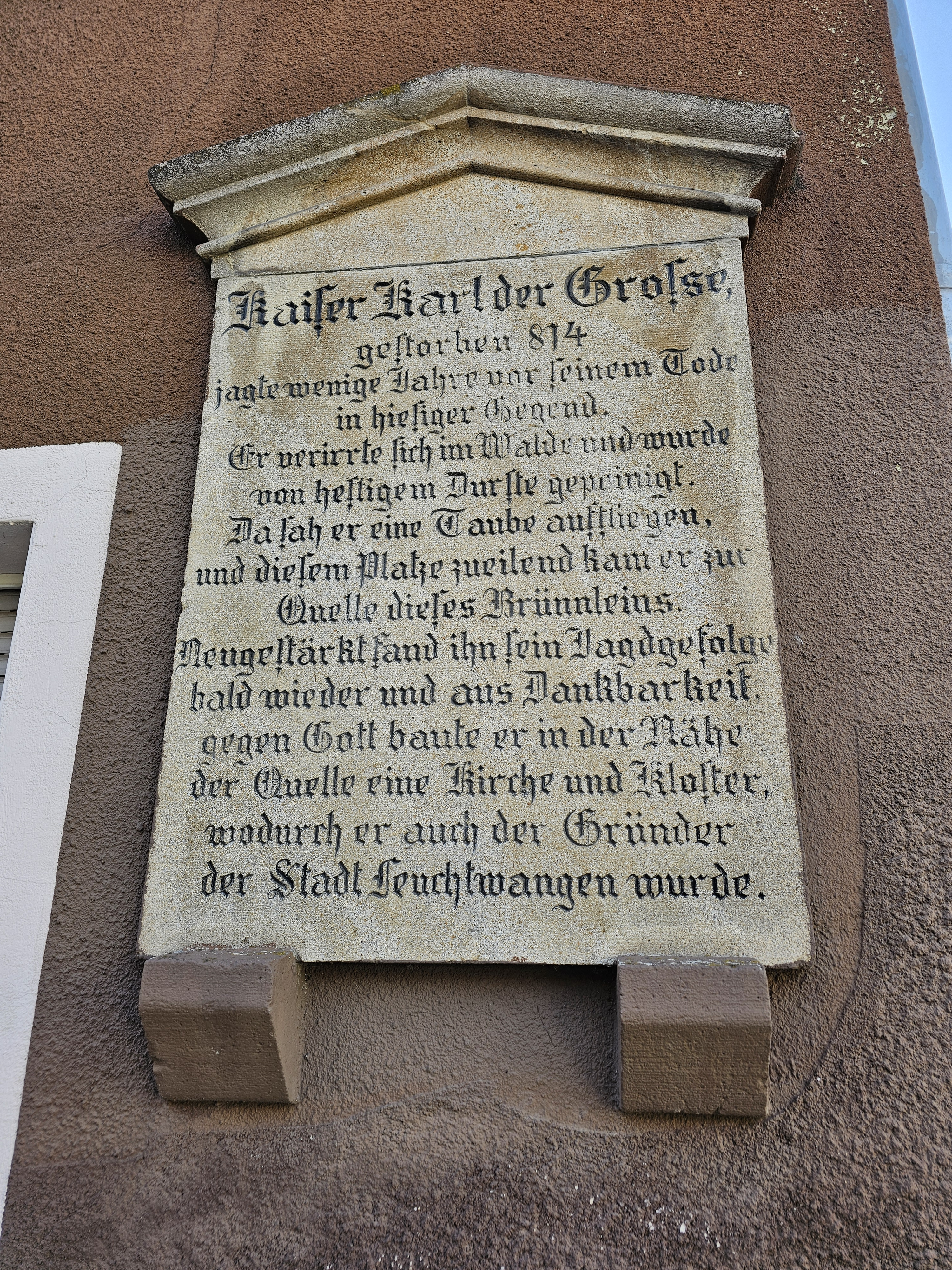
Tafel am Taubenbrünnlein

## Die Sage
Auf der Säule des Brunnens, genau wie auf einer Tafel am Nebenhaus, ist die Sage niedergeschrieben:
Kaiser Karl der Große, gestorben 814, jagte wenige Jahre vor seinem Tode in hiesiger Gegend. Er verirrte sich im Walde und wurde von heftigem Durste gepeinigt. Da sah er eine Taube auffliegen, und diesem Platze zueilend kam er zur Quelle dieses Brünnleins. Neugestärkt fand ihn sein Jagdgefolge bald wieder, und aus Dankbarkeit gegen Gott baute er in der Nähe der Quelle eine Kirche und Kloster, wodurch er auch Gründer der Stadt Feuchtwangen wurde.
Weitere Volksskripte und mündliche Überlieferungen lassen erahnen, dass die Sage in dichten Fichtenwäldern an den feuchten Abhängen des Sulzbachtales spielt. Hier scheint sich Karl der Große, getrieben von Müdigkeit und Durst, kurz vor dem Sterben, auf einen Fichtenstock niedergelassen zu haben. Eine Wildtaube, die aus dem Gebüsch auftauchte, sei seine letzte Rettung gewesen, da sich genau an dieser Stelle verstecktes Gestein mit frischem, klarem Quellwasser finden ließ. So habe der Kaiser die Entstehung des Feuchtwanger Klosters und seiner Kirche eingeleitet, als Dank für diese Hilfeleistung. Genau wie damals, soll heute dasselbe klare Quellwasser, aus besagtem Brunnen unter der Adresse Zum Taubenbrünnlein 9, fließen. Des Weiteren liegt im Munde der Feuchtwanger Gemeinde, dass der Fichtenstock, auf dem der Kaiser saß, heute unter dem Hochaltar der alten Klosterkirche, und somit der heutigen Stiftskirche, liegt.
Als Andenken und Symbol dieser Sage wurde das Taubenbrünnlein erbaut, welches heute vor allem von Touristen besucht wird.

## Historischer Hintergrund
Was nicht in der Brunnensage berücksichtigt wird, ist die schon besiedelte Fläche Feuchtwangens, bereits vor 817/818, der ersten Erwähnung des Benediktinerklosters.
Trotzdem wurde die alte Tradition in regionale Begründungsurkunden aufgenommen und stand symbolisch für die Geschichte der Stadt Feuchtwangen bis 1887, als der evangelische Theologe und Kirchenhistoriker Albert Hauck in seiner „Kirchengeschichte Deutschlands“ nachwies, dass Karl der Große kein einziges Kloster selbst begründet, sondern deren Entstehung nur gefördert habe. Jedoch lässt sich sicher sagen, dass der Kaiser dem Kloster eine entscheidende Wohltat erwiesen hat, die sein Andenken in Feuchtwangen rechtfertigt, was auch die Nachfolger der Mönche, die Stiftsherren, bis 1563 pflegten.

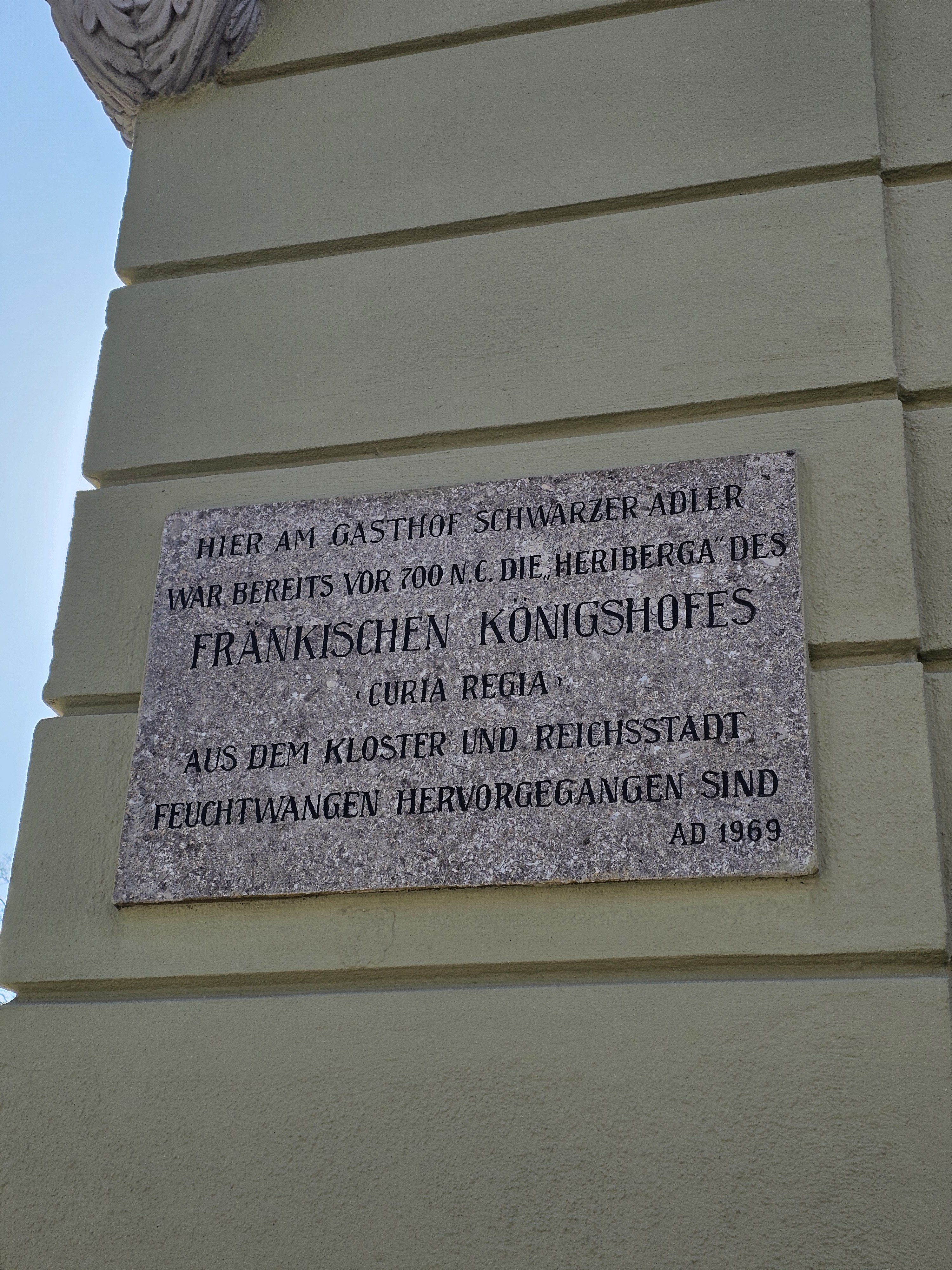
afel an der Stelle, an welcher sich der Königshof in Feuchtwangen befunden haben soll (archäologische Nachweise fehlen bislang)

Ab 1940 wird die Gründung des Klosters inmitten der Wildnis immer unrealistischer, da jetzt vermutet wird, dass es sich hierbei um ein Gebäude handelt, welches aus einem fränkischen Königshof entstand, der an der Gründungsstelle seinen Platz hatte. Auch für diese Gründungsversion fehlen eindeutige Nachweise, was den genauen Ablauf der Klostergründung weiterhin rätselhaft bleiben lässt.